# Lhündrup
Lhündrup, även stavat Lhünzhub, är ett härad (dzong) som lyder under Lhasa i Tibet-regionen i sydvästra Kina.